# Chañarcillo (comuna)
Chañarcillo fue una de las comunas que integró el antiguo departamento de Copiapó, en la provincia de Atacama. Su cabecera se encontraba en la localidad de Juan Godoy, cercana a la mina de Chañarcillo.
En 1907, de acuerdo al censo de ese año, la comuna tenía una población de 2139 habitantes. Su territorio fue organizado por decreto del 22 de diciembre de 1891, a partir del territorio de las Subdelegaciones 14.° Cruz Blanca, 16.° Totoral y 17.° Chañarcillo.

## Historia
La comuna fue creada por decreto del 22 de diciembre de 1891, con el territorio de las Subdelegaciones 14.° Cruz Blanca, 16.° Totoral y 17.° Chañarcillo. Comprendía 5 distritos: Juan Godoy, Pajonales, El Mineral, Bandurrias y Punta de Díaz, estando la cabecera comunal en la localidad de Juan Godoy.
La municipalidad de Chañarcillo estaba compuesta de 9 miembros, y fue elegida por primera vez el 4 de marzo de 1894, la cual eligió el 23 de julio como su primer alcalde a José Santiago Fajardo. La decadencia del poblado y los asentamientos mineros de la comuna hicieron que la municipalidad cada vez quedara con menos autoridades: hacia 1920 la comuna poseía solo 5 regidores. La asamblea de electores, que debía aprobar los presupuestos municipales, pasó de tener 42 miembros en 1894 a sólo uno (sin contar al presidente y secretario) en su sesión del 30 de junio de 1922.
La comuna fue suprimida mediante la reorganización político-administrativa del país, llevada a cabo con el Decreto Ley N.º 803, del 22 de diciembre de 1925. Su territorio pasó a la comuna de Copiapó.